# Islamabad

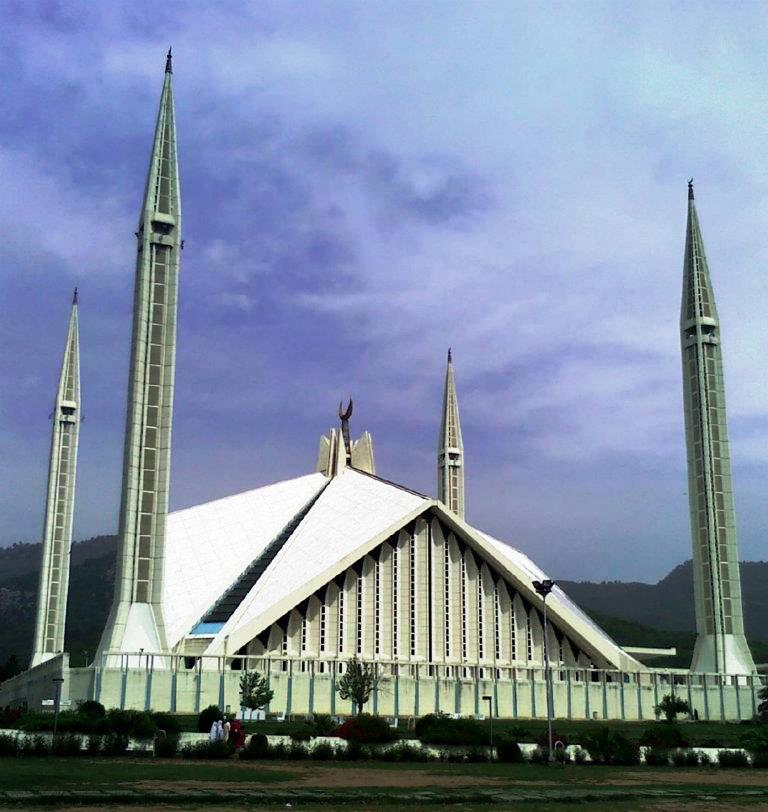
Islamabad – Die im Jahr 1984 fertiggestellte Faisal-Moschee ist die derzeit größte geschlossene Moschee der Welt.

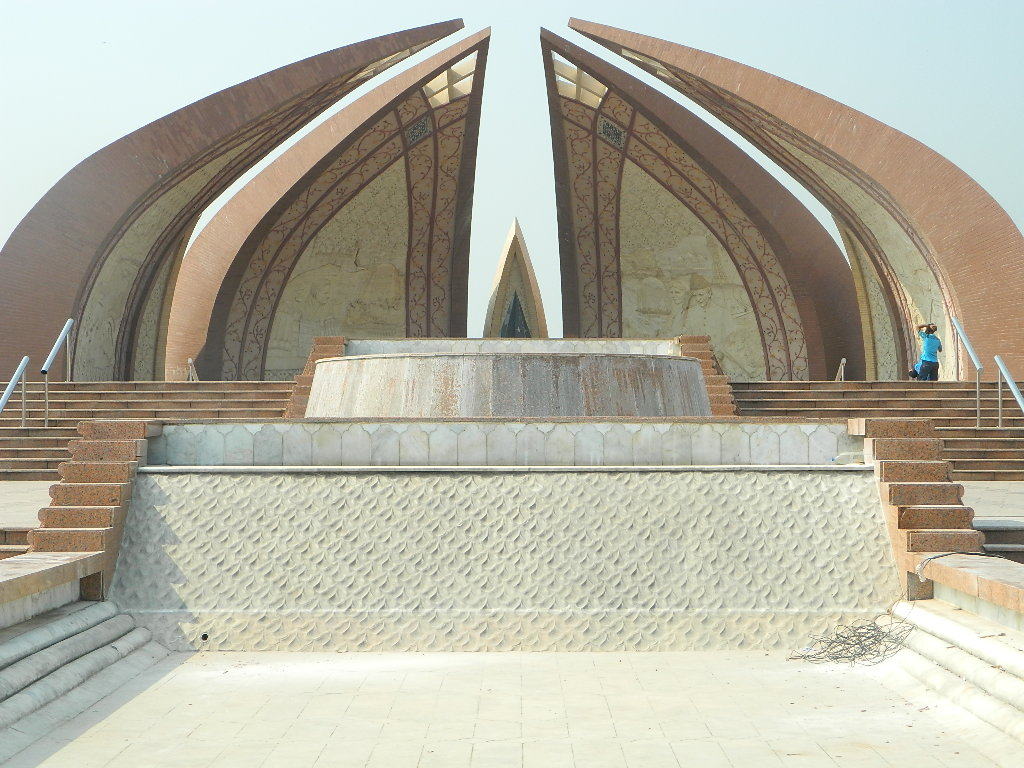
Islamabad – Das im Jahr 2007 eingeweihte Pakistan Monument symbolisiert die Einheit des Landes. In der Nähe steht ein Museum zur pakistanischen Geschichte.

Islamabad (Urdu اسلام آباد ‚Wohnsitz des Islam‘) ist mit gut 1 Million Einwohnern die Hauptstadt Pakistans. Die in den 1960er Jahren gegründete Stadt wurde als geplante Stadt an einer klimatisch günstigen Stelle am Rande des Pothohar-Plateaus und unterhalb der Margalla Hills auf einem schachbrettartigen Grundriss angelegt. Islamabad gehört historisch zum Punjab, wurde aber im Jahr 1970 aus der Provinz ausgegliedert und zu einem eigenständigen Hauptstadtterritorium.
In einer Rangliste der Städte nach ihrer Lebensqualität belegte Islamabad im Jahre 2018 den 195. Platz unter 231 untersuchten Städten weltweit. Die Lebensqualität war damit höher als in anderen pakistanischen Städten wie Karatschi (Platz: 205) oder Lahore (Platz: 203).

## Lage und Klima
Das im Süden direkt angrenzende Rawalpindi wird als Islamabads Schwesterstadt angesehen. Tatsächlich ist Rawalpindi bis heute die (nach Einwohnern) größere Stadt und das lebendige Marktzentrum des westlichen Punjab. Dort ist auch die Mehrzahl der Militärhauptquartiere untergebracht. Islamabad dagegen ist die moderne und weitläufige Stadt und für pakistanische Verhältnisse sehr sauber und ruhig. Die Stadt ist dank der Sektoren effizient unterteilt: In jedem Sektor befinden sich bestimmte Einrichtungen wie eine Moschee und ein Markt. Das kommerzielle Zentrum der Stadt ist bekannt unter dem Namen Blue Area und erstreckt sich entlang der Jinnah Avenue, benannt nach Pakistans Gründer Muhammad Ali Jinnah. Das Ostende der Blue Area reicht bis an die Parliament Road, wo sich der Großteil der Regierungsgebäude befindet. Das Klima ist warm bis heiß; Regen (ca. 1000–1200 mm/Jahr) fällt ganz überwiegend während der sommerlichen Monsunzeit.

## Bevölkerungsentwicklung
| Jahr      | 1972   | 1981    | 1998    | 2017      |
| Einwohner | 76.641 | 204.364 | 529.180 | 1.009.003 |

Die Stadt ist seit ihrer Gründung rasant gewachsen. 2023 lebten in Islamabad über 1,1 Millionen Menschen und ist damit die zehntgrößte Stadt des Landes.

## Geschichte
Von der Unabhängigkeit Pakistans 1947 an bis zum Jahr 1958 war Karatschi in Sindh im Süden des Landes die Hauptstadt. Vorbehalte gegenüber einer Konzentration von Investitionen in Karatschi führten zu der Idee, eine neue, günstiger gelegene Hauptstadt zu bauen. Als Muhammed Ayub Khan 1958 Präsident von Pakistan wurde, setzte er durch, dass der Bau der neuen Hauptstadt zur obersten Priorität wurde. Man wählte die Gegend unmittelbar nordwestlich von Rawalpindi aus, das als vorläufige Hauptstadt fungierte und erheblich erweitert wurde. Durch Islamabads Lage am Fuße der ersten Ausläufer des Himalaja und zusätzlich drei künstlich geschaffene Seen (Rawal, Simli und Khanpur) sind die Temperaturen hier wesentlich ausgeglichener als im lediglich 15 km entfernten Rawalpindi.
Der griechische Stadtplaner und Architekturtheoretiker Konstantinos A. Doxiadis plante und realisierte die neue Hauptstadt. Im Jahr 1959 erfolgte der Spatenstich und 1960 begannen die Arbeiten. Zuvor hatten Doxiadis und seine Mitarbeiter umfangreiche Untersuchungen der Lebensgewohnheiten Pakistans unternommen. Jede Einheit wurde auf eine Größe von 800 Acres (ca. 3,2 km²) festgelegt und in vier Subsektoren unterteilt. Dieses Verfahren garantierte ein Optimum aus Infrastruktur und persönlicher Nähe. Gleichzeitig wurde hier eine Stadt im Grünen in entsprechenden Dimensionen geplant und realisiert. Durch chronischen Geldmangel wuchs die Stadt nur langsam – tatsächlich machte die Regierung Islamabad erst Anfang der 1980er Jahre endgültig zur Hauptstadt, obwohl sie diesen Titel offiziell seit 1966 trug. Bis dahin lebten erst etwa 250.000 Menschen in der neuen Stadt. Während der 1990er Jahre änderte sich das dramatisch – die Bevölkerung wuchs rapide und neue Sektoren wurden angelegt.
Die Erstürmung der amerikanischen Botschaft in Islamabad ereignete sich am 21. November 1979; am 20. September 2008 wurde ein Terroranschlag auf das Marriott-Hotel in Islamabad verübt.

## Verkehr
Der Metrobus Islamabad-Rawalpindi ist das wichtigste Nahverkehrsmittel in Islamabad. An den internationalen Flugverkehr ist Islamabad über den Benazir Bhutto International Airport angebunden.

## Stadtbild

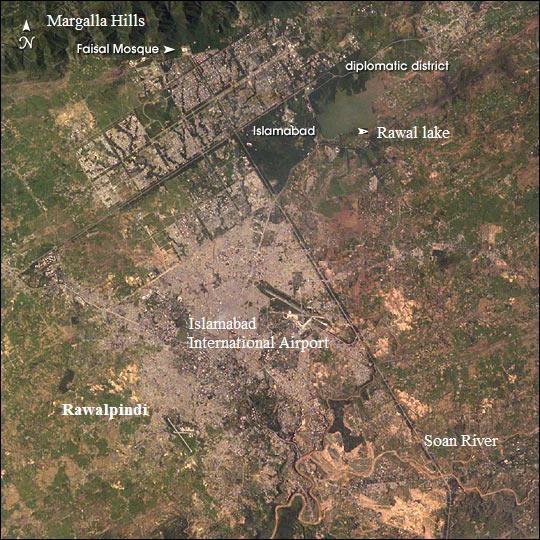
Islamabad und Rawalpindi aus der Luft; die Einteilung in Sektoren ist gut zu erkennen.

Islamabads Architektur besteht aus einer Mischung zwischen islamischer Tradition und Moderne. Der Saudi-Pak Tower ist ein Beispiel für die Kombination von mogul-indischem Dekor und moderner Architektur. In der Stadt befindet sich die Faisal-Moschee, bekannt für ihre auffällige Bauweise und enorme Größe. Die Quaid-i-Azam-Universität befindet sich in Islamabad, ebenso die Regierungsgebäude wie das Gebäude der Nationalversammlung, des Obersten Gerichtshofs und das des Präsidenten. Auch die meisten ausländischen Botschaften befinden sich heute in Islamabad. Ein weiteres Wahrzeichen der Stadt ist ein riesiger, silberner Globus, errichtet 2004 im Zuge Pakistans Ausrichtung des SAARC-Gipfels.
Wichtigste Sportstätte in Islamabad ist das Jinnah-Stadion.
Die Stadt ist heute im Zuge vergangener Anschläge von zahlreichen Sicherheitsmaßnahmen geprägt. Die großen Luxushotels Serena und Marriott, aber auch beispielsweise eine Filiale der Fastfood-Restaurantkette McDonald’s, gleichen abgeschirmten Festungen. Vor Einfahrt mit einem Fahrzeug wird dieses von privatem Wachpersonal mittels Spiegeln und Unterbodenkamera sowie teils auch mit Bombenspürhunden auf Sprengstoff und Waffen hin kontrolliert. An gefährdeten Gebäuden wurden vielfach meterhohe Bombenschutzmauern errichtet und ganze Straßenzüge für den allgemeinen Verkehr gesperrt. Das Straßenbild zeichnet sich, insbesondere sobald man sich dem Regierungs- und dem Botschaftsviertel nähert, durch bewaffnete Check-Points zur Fahrzeug- und Personenkontrolle sowie durch eine Vielzahl von Fahrbahnhindernissen aus.

## Klima
|                       | Jan  | Feb  | Mär  | Apr  | Mai  | Jun  | Jul   | Aug   | Sep  | Okt  | Nov  | Dez  |   |         |
| Mittl. Tagesmax. (°C) | 17,7 | 19,1 | 23,9 | 30,1 | 35,3 | 38,7 | 35,0  | 33,4  | 33,5 | 30,9 | 25,4 | 19,7 | ⌀ | 28,6    |
| Mittl. Tagesmin. (°C) | 2,6  | 5,1  | 9,9  | 15,0 | 19,7 | 23,7 | 24,3  | 23,5  | 20,6 | 13,9 | 7,5  | 3,4  | ⌀ | 14,1    |
|                       |      |      |      |      |      |      |       |       |      |      |      |      |   |         |
| Niederschlag (mm)     | 56,1 | 73,5 | 89,9 | 61,8 | 39,2 | 62,2 | 267,0 | 309,9 | 98,2 | 29,3 | 17,8 | 37,3 | Σ | 1.142,2 |
|                       |      |      |      |      |      |      |       |       |      |      |      |      |   |         |
| Sonnenstunden (h/d)   | 6,3  | 6,6  | 6,5  | 8,4  | 10,1 | 10,0 | 8,5   | 8,1   | 8,7  | 8,9  | 8,3  | 6,3  | ⌀ | 8,1     |
|                       |      |      |      |      |      |      |       |       |      |      |      |      |   |         |
| Luftfeuchtigkeit (%)  | 67   | 63   | 62   | 52   | 42   | 44   | 68    | 76    | 67   | 62   | 63   | 66   | ⌀ | 61      |

| 2,6 |

| 5,1 |

| 9,9 |

| 15,0 |

| 19,7 |

| 23,7 |

| 24,3 |

| 23,5 |

| 20,6 |

| 13,9 |

| 7,5 |

| 3,4 |

| 2,6 |

| 5,1 |

| 9,9 |

| 15,0 |

| 19,7 |

| 23,7 |

| 24,3 |

| 23,5 |

| 20,6 |

| 13,9 |

| 7,5 |

| 3,4 |

## Söhne und Töchter der Stadt
- Rumer (* 1979), Sängerin
- Ali Saleem (* 1980), Fernsehmoderator